# Szandra Szöllősi-Zácsik
Szandra Szöllősi-Zácsik (* 22. April 1990 in Komárno, Tschechoslowakei, geborene Szandra Zácsik) ist eine ungarische Handballspielerin, die dem Kader der ungarischen Nationalmannschaft angehört.

## Karriere
Im Verein
Szöllősi-Zácsik begann im Jahr 1997 das Handballspielen in der slowakischen Stadt Nesvady. 2004 wechselte die Rückraumspielerin zum ungarischen Verein Váci NKSE. In der Saison 2005/06 erhielt sie dort ihre ersten Spielanteile im Europapokal. Im Sommer 2006 schloss sie sich Ferencváros Budapest an. Mit Ferencváros gewann sie in ihrer ersten Spielzeit die ungarische Meisterschaft.
Szöllősi-Zácsik unterschrieb im Jahr 2009 einen Vertrag beim slowenischen Spitzenverein Rokometni Klub Krim. Mit Krim gewann sie 2010 sowohl die slowenische Meisterschaft als auch den slowenischen Pokal. Als die Rechtshänderin verletzungsgeplagt war und nach der Verpflichtung von Andrea Penezić nur wenige Spielanteile erhielt, kehrte sie im Dezember 2010 zu Ferencváros Budapest zurück. Mit Ferencváros gewann sie in ihren ersten beiden Spielzeiten jeweils den Europapokal der Pokalsieger. Nachdem Szöllősi-Zácsik die Saison 2014/15 aufgrund ihrer ersten Schwangerschaft pausiert hatte, gewann sie 2017 den ungarischen Pokal. Anschließend wechselte sie zu Budaörs Handball. Nach einer Saison bei Budaörs legte sie erneut eine Babypause ein. Ab 2019 lief sie für den Erstligisten MTK Budapest auf. Zur Saison 2021/22 kehrte sie erneut zum ungarischen Erstligisten Ferencváros Budapest zurück. Mit Ferencváros gewann sie 2022, 2023, 2024 und 2025 den ungarischen Pokal sowie 2024 die ungarische Meisterschaft. Weiterhin stand sie mit Ferencváros im Finale der EHF Champions League 2023. Zur Saison 2025/26 wechselte sie zum Ligakonkurrenten Esztergomi KC.
In der Nationalmannschaft
Szandra Szöllősi-Zácsik gewann 2009 mit der ungarischen Juniorinnennationalmannschaft die Silbermedaille bei der U-19-Europameisterschaft im eigenen Land. Sie bestritt am 22. September 2009 ihr Debüt für die ungarische A-Nationalmannschaft. Für die Nationalmannschaft lief Szöllősi-Zácsik bis 2013 auf. Nach einer zweijährigen Pause gehörte sie bis 2017 erneut dem Kader der ungarischen Auswahl an. Im Jahr 2020 kehrte sie wieder in die Nationalmannschaft zurück. Szöllősi-Zácsik lief für Ungarn bei der Europameisterschaft in Dänemark auf. Mit der ungarischen Auswahl nahm sie an den Olympischen Spielen in Tokio teil.

## Sonstiges
Szandra Szöllősi-Zácsik ist mit dem ungarischen Handballspieler Szabolcs Szöllősi verheiratet. Weiterhin spielt ihre Cousine Mónika Szabó-Kovacsicz ebenfalls Handball.